# Perlaki István
Perlaki István (Budapest, 1934. július 5. –), névváltozata: Perlaky István, Jászai Mari-díjas magyar színész.

## Életútja
A Színművészeti Akadémián szerezte diplomáját, majd 1958-ban került a kecskeméti Katona József Színházhoz. 1962 és 1966 között tagja volt a Honvéd Művészegyüttesnek, majd újból Kecskeméten játszott három évig. 1969 és 1977 között a veszprémi Petőfi Színházban, majd 1977-től az Arany János Színházban szerepelt. Vendégművészként fellépett az Irodalmi Színpadon illetve a Radnóti Színpadon. 1990-ben vonult nyugdíjba, de még azután is szerepelt a Mikroszkóp Színpadon. Fiatal színészként hősszerepeket formált meg, majd karakterszínész lett. Szinkronszínészként is népszerű művész, 2017-ben a magyar szinkron szakma Életműdíját vehette át Bókai Máriával és Bács Ferenccel együtt.

## Fontosabb színházi szerepei
- Shakespeare: Rómeó és Júlia... Rómeó, Montague fia; Páris, a herceg rokona
- Shakespeare: Hamlet... Horatio, Hamlet barátja
- Shakespeare: Vízkereszt... Sebastian, fiatal nemes
- Shakespeare: Szentivánéji álom... Demetrius
- Shakespeare: Sok hűhó semmiért... Don Pedro, Arragonia hercege
- Molière: Scapin furfangjai... Géronte
- Molière: Úrhatnám polgár... Filozófiatanár
- Pierre-Augustin Caron de Beaumarchais: A sevillai borbély... Gróf Almaviva
- Alexandre Dumas: A három testőr... Rochefort gróf, a gárdisták parancsnoka
- George Bernard Shaw: Szent Johanna... Dunois, 'az orleansi fattyu'
- George Bernard Shaw: Tanner John házassága (Ember és felsőbbrendű ember)... Henry Straker, Tanner sofőrje
- George Bernard Shaw: A széptevő... Paramore
- Friedrich Schiller: Stuart Mária... Bellievre gróf
- Arthur Miller: Édes fiaim... George Dewer
- Oscar Wilde: Igaz, ami nem igaz... Jack Worthing
- Karel Čapek: Fehér kór... Ifj. Krüg
- Pavel	Kohout: Ilyen nagy szerelem... Milán
- Pierre Barillet - Jean-Pierre Grédy: A kaktusz virága... Julien, fogorvos
- Jacques Deval: A potyautas... Raoul
- Max Frisch: És a holtak újra énekelnek (Requiem)... Benjámin
- Alexander Breffort - Margauerite Monnot: Irma, te édes!... Oscar Nestor
- Vszevelod Vitaljevics Visnyevszkij: Optimista tragédia... Ragyás
- Konsztantyin Mihajlovics Szimonov: A negyedik (Lázadó lelkiismeret)... Dick
- Jevgenyij Lvovics Svarc: Hókirálynő... Nagyapó
- Valentyin Petrovics Katajev: Távolban egy fehér vitorla... Céllövöldés
- Robert Louis Stevenson: A kincses sziget... Silver, a tuskólábú
- Felkai Ferenc: A hercegkisasszony... Fritz, Stolzék fia
- Vörösmarty Mihály: Csongor és Tünde... Kalmár, vándor
- Csiky Gergely: Nagymama... Ernő, (Szerémy grófné) unokája
- Nagy Ignác: Tisztújítás... Tornyai szolgabíró
- Remenyik Zsigmond: 'Vén Európa' Hotel... Lüdecke
- Katona József: Bánk bán... Ottó
- Szigligeti Ede: Liliomfi... Kányai fogadós
- Jókai Mór: Az aranyember... Timár Mihály
- Jókai Mór: A kőszívű ember fiai... Rideghváry Bence
- Mikszáth Kálmán: A Noszty fiú esete Tóth Marival... Noszty Feri
- Móricz Zsigmond: Úri muri... Lekenczey Muki; Bolha Pista
- Móricz Zsigmond: Kerek Ferkó... Károly, birtokos
- Heltai Jenő: A néma levente... Agárdi Péter
- Illyés Gyula: Dózsa György... Mészáros Lőrinc
- Illyés Gyula: Az ünnepelt... Ügyész
- Illyés Gyula: Bölcsek a fán... Mérnök
- Darvas József: Kormos ég... Laci
- Karinthy Ferenc: Karinthy Ferenc... Jenő
- Fejes Endre: Az angyalarcú... Professzor
- Száraz György: III. Béla... Bordinus apát, pápai követ
- Száraz György: Víztükör... Kapocsi Sándor, főmérnök
- Gyárfás Miklós: Csendóra... Becskó
- Gyárfás Miklós: Téli délelőtt... Újhelyi László, jószágigazgató
- Mesterházi Lajos: A tizenegyedik parancsolat... Jóska
- Mesterházi Lajos: Pesti emberek... Gyula
- Lengyel Menyhért - Görgey Gábor: Sancho Panza királysága... Gregorio, udvari titkár
- Kállai István: Majd a papa... Kardos
- Csizmarek Mátyás - Nádassi László - Semsei Jenő: Érdekházasság... Feri
- Tabi László: Különleges világnap... Tibor, Baranyaiék fia
- Juhász István: Egy szívdobbanás fele... Apuka
- Oláh Margit: Nézd meg az apját... Kerekes Péter
- Kövesdi Nagy Lajos: Szegény kis betörő... Péter
- Kövesdy Nagy Lajos - Gyökössy Zsolt: Két éj Velencében... Várady Zoltán, kultúrmérnök
- Csukás István: Pintyőke cirkusz, világszám... Pintyőke cirkuszigazgató
- Kiss Anna: Bolondmalom... Kovács
- Grimm fivérek: Hamupipőke... Mucc
- L. Frank Baum: Óz, a nagy varázsló... Óz, a nagy varázsló
- Török Sándor: Csilicsala csodái... Csilicsala bácsi, a varázsló; Fekete tanár úr; Hóhér; Sárkány
- Dimitar Dimitrov: A farkas és a hét kisgida... Ordas Orbán, éhfarkas
- Lionel Bart: Oliver... Fagin
- Eugen Eschner: Gergő király... Öreg király
- Jacobi Viktor: Leányvásár... Fritz
- Jacques Offenbach: Egy marék boldogság... Jóska, az inas
- Friedrich Wilhelm Weiskern: Gábriel és Gábriella... Colas
- Vesszük a lapot (kabaré)... szereplő
- Micsuda kabaré... (kabaré)... szereplő
- Kiskegyed Kabaré (kabaré)... szereplő
- Mindenki mindenkivel... (kabaré)... szereplő
- Zsarukabaré (kabaré)... szereplő
- Bal? Jobb? Bal!! (kabaré)... szereplő
- Valami változik; Kutyák (kabaré)... szereplő
- Nyerünk vagy nyelünk (kabaré)... szereplő

## Filmszerepei
- Utazás a világ nagy vasútjain (angol ism. sor., 1999) – Narrátor
- A hercegnő és a kobold (1990)
- Halállista (1989)
- Szomszédok (1987–1996) – Munkavezető
- Linda (tévésorozat, 1986–1989) – Hoteligazgató / Orvos
- Nyolc évszak (1987)
- Bolondmalom (magyar tévéjáték, 1986)
- Rutinmunka (magyar tévéfilm, 1984)
- Rohamsisakos Madonna (magyar tévéfilm, 1983)
- Hívójel (magyar tévéfilm, 1979) – Orvos
- A korona aranyból van (tévéjáték, 1979)
- Csillagűzött szerető (magyar tévéfilm, 1979)
- Dózsa koporsói (1979) – István diák
- A feladat (1976) – Eor / Maxim

## Díjai
- Jászai Mari-díj (1981)
- A Magyar Köztársasági Érdemrend kiskeresztje (1997)
- A magyar szinkronszakma életműdíja (2017)